# Joey Styles
Joseph Carmine Bonsignore (nascido em 14 de Julho de 1971), mais conhecido pelo ring name Joey Styles, é um ex-comentarista de wrestling profissional e ex-publicitário no campo de publicidade. É conhecido por sua passagem na WWE, onde foi narrador e diretor do conteúdo de mídia digital. Ele também teve uma passagem na Extreme Championship Wrestling, entre 1994 e 2001, ano em que a empresa faliu. Styles era o único comentarista da mesma, trabalhando como principal (play-by-play) e assistente (color).

## Prêmios
- Wrestling Observer Newsletter
  - Melhor Anunciador da Televisão (1994-1996)